# 虹色病歷簿
《虹色病歷簿》（日語：にじいろカルテ）是日本朝日電視台2021年1月21日至3月18日於週四晚間時段播出的電視劇，由高畑充希主演，編劇為撰寫《海灘男孩》《雛鳥》的岡田惠和。主題為「醫師與病患都能與病共存」的新一代醫療戲劇。番外篇《大亂鬥情人節篇》(大乱闘バレンタイン編)，是由井浦新、北村匠海主演的限定原創故事，2月11日至2月18日在配信平台「TELASA」上播出。台灣由friDay影音同步播出，LiTV 線上影視全劇上架。

## 故事簡介
醫師紅野真空因為發現自己罹患某種疾病，不得不離開原本在東京大醫院的工作。然而需要經濟來源、也想繼續工作的她，偶然得知在深山的小村落有一間診療所在徵求醫師，於是決定隱瞞病情來到彩虹村。在彩虹村等著她的是自由奔放的怪咖外科醫師淺黃朔、一本正經的護理師蒼山太陽，以及如妖怪一般個性豐富的村民們…

## 登場角色

### 彩虹村診所
紅野真空（くれの まそら）〈27〉
演員：高畑充希（幼年期：宮地美然）（香港配音：何凱怡）
從東京來到彩虹村診所的內科醫師。原本在大醫院的急診室工作，卻得知自己患有無法治癒的多發性肌炎。想要繼續工作的真空，偶然得知深山中的彩虹村診所正在招募醫師，應聘之後馬上被錄用。與同樣從東京來的外科醫師朔、護理師太陽一起生活。不擅長料理。
蒼山太陽（あおやま たいよう）〈25〉
演員：北村匠海（幼年期：高杉侑希、中學時代：田中温人、高中時代：長野凌大）（香港配音：潘昀雋）
彩虹村診所的護理師，優秀且細心，留著齊劉海。經常與朔爭執，卻也是很好的搭檔。對於很普通的自己感到苦惱。學生時代常成為三人組中被排除在外的人。曾經誤會真空及朔在交往。高中時，寫了一首名為「我以外」的歌。
浅黄朔（あさぎ さく）〈42〉
演員：井浦新（香港配音：蘇裕邦）
彩虹村診所的外科醫師。被稱為「朔醫生」。經常穿著連身工作裝，自稱「本業是農家，副業是外科醫生」。性格自由奔放，擅長料理與房屋裝修。曾在大學附屬醫院從事緊急救難工作，在爆炸事件中失去妻子。為了繼承妻子對農耕的熱情，來到彩虹村診所。

### 橙田家
橙田雪乃（とうだ ゆきの）〈38〉
演員：安達祐實（幼年期：前野里奈）（香港配音：成樂怡）
彩虹村唯一的餐廳「彩虹商店」的老闆娘。舊姓白石。罹患血管性失智症，每隔10到14天發作、忘記一切事情，童年玩伴冰月及嵐會陪伴她、告訴她自己的故事。
橙田晴信（とうだ はるのぶ）
演員：真島秀和（香港配音：楊耀泰）
「彩虹商店」老闆。雪乃的丈夫。儘管妻子經常忘記他，仍然每次都重新向她求婚。為妻子拍照是他的興趣，也會將她的症狀仔細記錄下來。與煩惱自己「普通」的太陽同病相憐。

### 霧谷家
霧谷桂（きりがや けい）
演員：光石研（香港配音：周鑫霆）
彩虹村公所的職員。為了向全日本宣傳彩虹村的魅力，曾去東京推銷蘋果和冬瓜。招募真空及朔來到彩虹村診所，也是唯一知道朔妻子的事的人。
霧谷冰月（きりがや ひづき）
演員：西田尚美（幼年期：中野光貴）（香港配音：劉曉樺）
桂的妻子。喜歡小孩，經常在放學後照顧村裡的孩子。與雪乃及嵐是童年玩伴。無法生育。

### 綠川家
緑川嵐（みどりかわ あらし）
演員：水野美紀（香港配音：簡森）
彩虹村公所的職員。某日丈夫突然離家出走，成為單親媽媽。性格開朗，與女兒日向、公公日出夫一起生活，也照顧著獨居的次郎。
緑川日向（みどりかわ ひなた）
演員：中野翠咲（香港配音：梁倩蘅）
嵐的女兒。
緑川日出夫（みどりかわ ひでお）
演員：泉谷しげる（香港配音：竺諺鴻）
嵐的公公，日向的爺爺。阿伯三人組之一。內心深處對於自己的兒子拋家棄子感到抱歉，並與她們一同生活。

### 其他村民
白倉博（しらくら ひろし）
演員：モト冬樹（香港配音：譚漢華）
阿伯三人組之一。愛喝酒，總是穿著花襯衫。家族世代守護著彩虹村古老的洞穴。
筑紫次郎（つくし じろう）〈70〉
演員：半海一晃（香港配音：楊智聰）
阿伯三人組之一。患有糖尿病，獨居、沒有家人。非常喜歡女孩子。
桃井佐和子（ももい さわこ）
演員：水野久美（香港配音：成樂怡）
原為小學老師的獨居老奶奶。被稱為「佐和子老師」，村裡的人都是她的學生。
青木久志（あおき ひさし）
演員：山崎新太
小學生。在泡澡時中暑昏迷，被真空及村民們搶救。裸體被真空看見，因而向其求婚。
青木敏子（あおき としこ）
演員：川越たまき（香港配音：簡森）
久志的祖母。

### 彩虹村相關人物
雨尾結城（あまお ゆうき）
演員：池田良（香港配音：翁兆德）
「魔女宅急便」送貨員。騎著腳踏車送貨進彩虹村。
公車爺爺
演員：神戸浩（第1話・第3話・最終話）（香港配音：譚漢華）
彩虹村的「宝来台 ⇔ 虹ノ折返所」路線公車的嚮導。

### 其他人物
紅野一海（くれの ひとみ）
演員：長野里美（香港配音：簡森）
真空的母親。丈夫過世後，與拉麵店老闆再婚，辛苦地打拼著。
浅黄沙織（あさぎ さおり）〈30〉
演員：佐佐木希（香港配音：梁倩蘅）
朔的妻子。笑口常開，對耕種充滿熱情。為了幫朔買生日禮物而遇上爆炸案，由朔檢傷後在一旁等待救援，不久後卻因顱內出血當場宣告死亡。
西川誠
演員：脇知弘（香港配音：譚漢華）
彩虹村公所的職員。肩膀經常脫臼。
不明男性
演員：松原正隆
與太陽一同坐在長椅上的不明男子。喝了太陽的冬瓜濃湯後幸福地離世。
藤田
演員：柄本時生（香港配音：楊智聰）
不善言辭，剛搬進彩虹村的空屋。因為只吃垃圾食物而產生痛風，被真空請吃飯後心懷感激。

## 工作人員
- 編劇 - 岡田惠和
- 導演 - 深川栄洋
- 音楽 - ONEMUSIC
- 主題曲 - 藤井風 「旅路」[6]
- 醫療監修 - 中澤暁雄
- 醫療指導 - 植野永子
- 製作 - 朝日電視台 、アズバーズ

## 播出日程
| 集數                                                                      | 播出日期 | 副標題                                                    | 網上標題                                                                | 收視率 |
| ------------------------------------------------------------------------- | -------- | --------------------------------------------------------- | ----------------------------------------------------------------------- | ------ |
| 第1話                                                                     | 1月21日  | 医者だって人間じゃん? -いま戦うすべての人へエールを。     | 私嘘をついてました 秘密を抱えた女医現る 山奥の村で命を救え!! 奇跡のオペ | 12.1%  |
| 第2話                                                                     | 1月28日  | まさかの診断ミス!? -仲間を想う心はすれ違う、新たな試練    | 患者の嘘を見抜け!! 診断ミスで緊急搬送!? 新たな試練                      | 10.7%  |
| 第3話                                                                     | 2月04日  | 私は誰なんですか-? 僕を忘れた愛する妻へ、涙のプロポーズ   | 私は誰なんでしょう 僕を忘れた妻へ…涙のプロポーズ                        | 10.8%  |
| 第4話                                                                     | 2月11日  | 救うべきは妻か、殺人犯か-? ついに明かされる外科医の過去   | 崩落事故が発生…!? 救うべきは妻か犯人か 試される絆                       | 11.0%  |
| 第5話                                                                     | 2月18日  | 俺以外みんな死ね!? -ぱっつん看護師、涙の絶叫告白          | 俺以外みんな死ね!? 看護師、涙の絶叫告白 隠した本音                      | 10.0%  |
| 第6話                                                                     | 2月25日  | 拝啓お母さんへ… いま伝えたいことがある －届かぬ手紙の行方 | 母親に隠した秘密… 今伝えたいことがある 娘の正体!?                       | 10.7%  |
| 第7話                                                                     | 3月04日  | あした僕を忘れる妻へ ―君に贈る“奇蹟の結婚式”              | 明日僕を忘れる妻へ タイムリミットは10日 涙の結婚式                      | 10.6%  |
| 第8話                                                                     | 3月11日  | 三角関係で嫉妬爆発!? －謎の男、現る… アザに隠された正体   | 身元不明の男の正体 三角関係で嫉妬爆発!? 号泣告白!!                      | 10.4%  |
| 最終話                                                                    | 3月18日  | さよなら真空先生 －ありがとうずっと大好き。               | さよなら真空先生…仲間で挑む最後のオペ 新たな住人の正体は!? 涙の最終回   | 12.3%  |
| 平均收視率11.0%（收視率由Video Research調查關東地區、世帯、即時統計資料） |          |                                                           |                                                                         |        |

## 外部連結
- 官方网站
- 虹色病歷簿的X（前Twitter）
- 虹色病歷簿的Instagram帳戶
- YouTube上的虹色病歷簿播放列表

| 日本 朝日電視台 週四晚間九點連續劇       | 日本 朝日電視台 週四晚間九點連續劇    | 日本 朝日電視台 週四晚間九點連續劇 |
| ---------------------------------------- | ------------------------------------- | ---------------------------------- |
|                                          | 虹色病歷簿 （2021年1月21日－3月18日） |                                    |
| 七人的秘書 （2020年10月22日 - 12月10日） | 櫻之塔 （2021年4月15日－6月10日）     |                                    |